# 伊朗酸奶汤
伊朗酸奶汤（波斯語：‎）起源于伊朗西北部的阿塞拜疆地区，是阿尔达比勒传统汤食品之一，常作为饭前开胃菜，亦可搭配面包作为主食。如今这道菜品已成为伊朗、阿塞拜疆和土耳其等西亚繁多地域的家常美食之一。

## 作料
酸奶汤由酸奶制成，配有油炸薄荷叶，并在汤料中加入多种草药和蔬菜、羊肉丸（如果想做成素食也可以不加）、鸡蛋、大米、鹽及其它多种调味香料。其中，草药包括芫荽，韭葱，龙蒿，薄荷和荷兰芹；蔬菜包括菠菜，马齿苋，鹰嘴豆，豌豆，洋葱；有时还包括大蒜。

## 菜式
最基础的酸奶汤中含有酸奶、水和多种草药和蔬菜，但酸奶汤根据不同人的喜好可以调制出不同的风味。一些人倾向于用原味酸奶作为汤底，但也有些人偏爱用酸奶气泡水；前者做出来的酸奶汤会偏甜，而后者做出来的则会偏酸。此外，酸奶汤在作料上也不尽相同。一些人会在汤里加入大蒜、辣椒、柿子椒、动物的肝脏、甚至鸡汤；另一些人则会略去鹰嘴豆或者其他草药或蔬菜。